# محوطه تیله کنی
محوطه تیله کنی مربوط به سده‌های میانه دوران‌های تاریخی پس از اسلام است و در شهرستان ساوه، بخش مرکزی، دهستان طراز ناهید، روستای رضاآباد واقع شده و این اثر در تاریخ ۲ مرداد ۱۳۸۷ با شمارهٔ ثبت ۲۳۱۱۹ به‌عنوان یکی از آثار ملی ایران به ثبت رسیده است.